# Макеев, Иван Кузьмич
Иван Кузьмич Макеев (15 ноября 1936, д. Прилепы Конышевского района Курской области) — советский государственный и партийный деятель, 1-й секретарь Таганрогского горкома КПСС (1982—1985).

## Биография
Родился 15 ноября 1936 года в деревне Прилепы Конышевского района Курской области. В 1956 году окончил конышевскую среднюю школу. Служил в армии. С 1957 по 1961 год учился Высшем Военно-морском инженерном училище. С 1961 года работал техником-конструктором на таганрогском заводе «Прибой». Окончил ТРТИ по специальности «Автоматика и телемеханика» (1964), по специальности «Радиотехника» (1968). С 1967 года на партийной работе. С 1973 по 1982 год работал в Октябрьском райкоме КПСС Таганрога: второй секретарь (1973—1975), первый секретарь (1975—1982).
С 1982 по 1985 год занимал должность первого секретаря горкома КПСС Таганрога.
С 1985 по 1991 год работал председателем контрольной комиссии Ростовского обкома КПСС. С 1991 по 1998 год работал в министерстве труда и соцразвития Ростовской области.
Награждён 2 орденами «Знак Почёта», медалями.